# Leighovo světlo

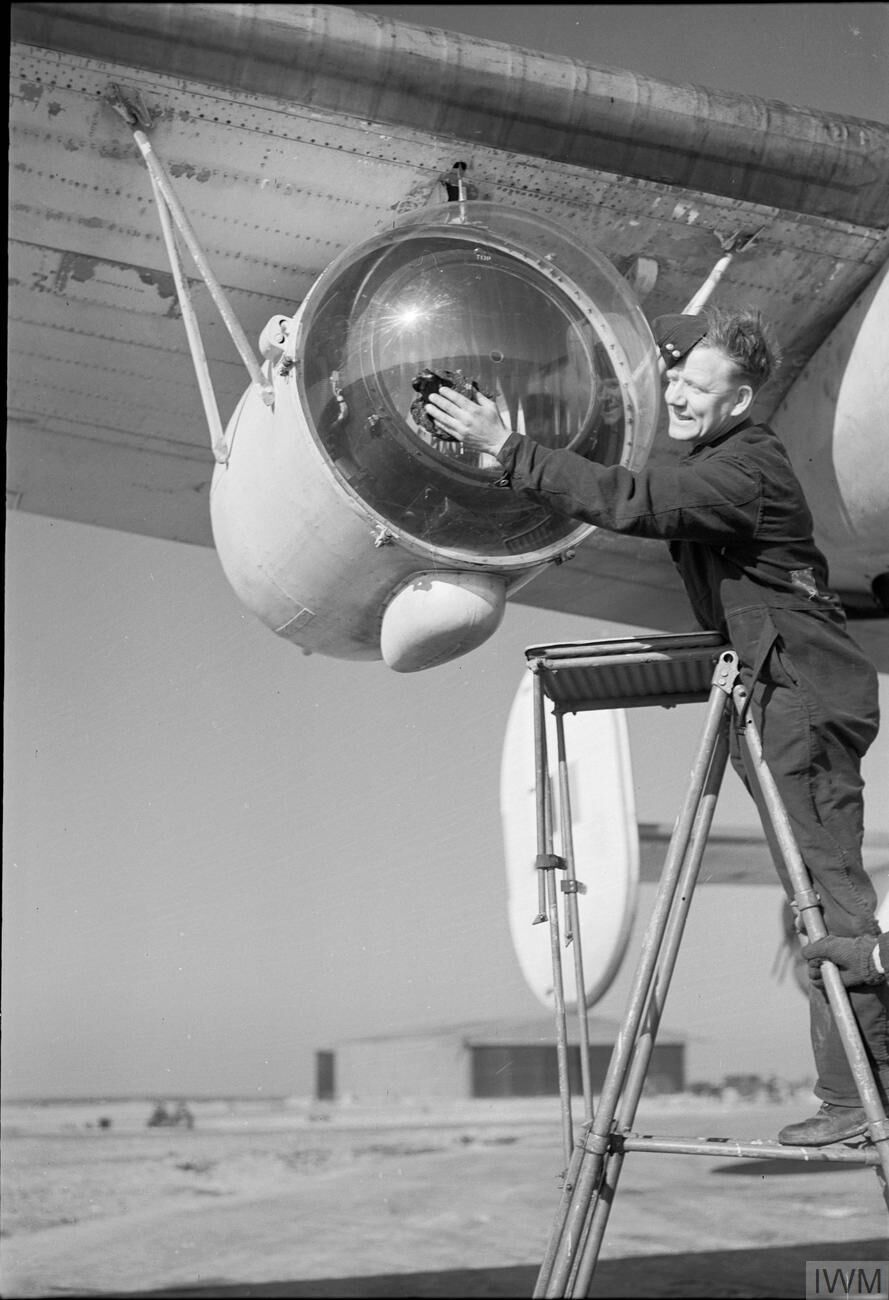
Leighovo světlo

Leighovo světlo (zkracováno L/L) je speciální světlomet, používaný za 2. světové války britskými protiponorkovými letouny. Vynalezl jej Humphrey de Verd Leigh a od poloviny roku 1942 bylo s úspěchem používáno v boji proti německým ponorkám.
Jednalo se o mohutný světlomet o průměru 610 mm, jehož svítivost byla 22 mil. cd. Byl používán v poslední fázi útoku na ponorku, která byla předtím lokalizována radarem. Světlo umožnilo přesné a rychlé zacílení hlubinných bomb, takže obvykle byla ponorka zničena ještě ve fázi ponořování. Oslnivé světlo také velmi ztěžovalo míření posádce ponorky, která by se případně chtěla bránit.